# René Martens (Radsportler)
René Martens (* 27. Mai 1955 in Hasselt (Belgien)) ist ein ehemaliger belgischer Radrennfahrer.

## Sportliche Laufbahn
Als Amateur gewann Martens 1976 die Tour de la Province de Liège mit zwei Etappensiegen und das Rennen Triptyque Ardennaise. 1977 folgten Siege im Flèche Ardennaise und im Circuit du Wallonie-Hainaut. In der Tour de l’Avenir 1977 kam er auf den 10. Platz.
1978 wurde er Berufsfahrer im Radsportteam C&A an der Seite von Eddy Merxck, der dann im März seine Karriere beendete. Seine Rolle als Domestik erfüllte er bei verschiedenen Teams wie Flandria, Teka, Fagor oder AD Renting insbesondere bei den Grand Tours. Dennoch konnte er auch herausragende Erfolge erzielen. 1979 gewann er zwei Etappen der Katalonischen Woche, 1981 siegte er auf der 9. Etappe der Tour de France. 1982 konnte er die Flandern-Rundfahrt vor Eddy Planckaert und Rudy Pevenage sowie den Flèche Hesbignonne-Cras Avernas für sich entscheiden. Den Flèche Hesbignonne-Cras Avernas gewann er 1987 erneut.
1983 gewann er den Schaal Sels Merksem. Bordeaux–Paris über 585 Kilometer gewann Martens 1985 vor Gilbert Duclos-Lassalle. Neben diesen Siegen gewann er eine Reihe von Kriterien und Rundstreckenrennen in Belgien und Frankreich.
Die Tour de France bestritt er neunmal, der 24. Rang 1982 war dabei seine beste Platzierung im Endklassement. Die Vuelta a España sah ihn dreimal von 1983 bis 1985 am Start. 1983 wurde er 48. der Gesamtwertung. 1990 beendete er seine Laufbahn.